# Мазарој (Горж)
Мазарој (рум. Măzăroi) насеље је у Румунији у округу Горж у општини Станешти. Oпштина се налази на надморској висини од 272 m.

## Становништво
Према подацима из 2002. године у насељу је живело 76 становника, од којих су сви румунске националности.